# Списак српских и црногорских освајача медаља на Европским првенствима
Списак освајача медаља Србије и Црне Горе на Европским првенствима било да су представљали:  Србију и  Црну Гору као независне државе, такмичили за време  Краљевине СХС и ЈУГ,  СФРЈ,  СРЈ и  Државне заједнице Србије и Црне Горе.
Освајачи медаља:
- рођени су на територији Републике Србије, Републике Црне Горе и ентитета Републике Српске,
- такмиче се за клубове  Републике Србије, Републике Црне Горе и ентитета Републике Српске у време освајања медаља,
- доселили се у Републику Србију, Републику Црну Гору, ентитет Републику Српску (нарочито изражено после грађанских ратова у Југославији)
- примају национална признања у Србији, Црној Гори и Републици Српској.

Напомена: списак је непотпун услед недостатка адекватних извора.

## Атлетика

### Европско првенство на отвореном
(од 1934. за мушкарце, од 1938. за жене)
| Медаља | Спортиста        | Такмичење        | Дисциплина     |
| ------ | ---------------- | ---------------- | -------------- |
| 2      | Олга Гере        | 1962. Београд    | Скок у вис Ж   |
|        | Вера Николић     | 1966. Будимпешта | 800м Ж         |
| 3      | Вера Николић     | 1969. Атина      | 800м Ж         |
|        | Вера Николић     | 1971. Хелсинки   | 800м Ж         |
| 2      | Ненад Стекић     | 1974. Рим        | Скок у даљ М   |
|        | Милош Срејовић   | 1978. Праг       | Троскок М      |
| 2      | Ненад Стекић     | 1978. Праг       | Скок у даљ М   |
|        | Драгутин Топић   | 1990. Сплит      | Скок у вис М   |
|        | Снежана Пајкић   | 1990. Сплит      | 1500 М         |
| 2      | Биљана Петровић  | 1990. Сплит      | Скок у вис Ж   |
| 2      | Оливера Јевтић   | 2006. Гетеборг   | Маратон Ж      |
| 2      | Емир Бекрић      | 2012. Хелсинки   | 400м препоне М |
| 3      | Асмир Колашинац  | 2012. Хелсинки   | Бацање кугле М |
| 2      | Татјана Јелача   | 2014. Цирих      | Бацање копља Ж |
| 2      | Ивана Шпановић   | 2014. Цирих      | Скок у даљ Ж   |
|        | Ивана Шпановић   | 2016. Амстердам  | Скок у даљ Ж   |
| 3      | Михаил Дудаш     | 2016. Амстердам  | Десетобој М    |
| 2      | Армин Синанчевић | 2022. Минхен     | Бацање кугле М |
|        | Ивана Шпановић   | 2022. Минхен     | Скок у даљ Ж   |
| 2      | Адриана Вилагош  | 2022. Минхен     | Бацање копља Ж |
| 2      | Марија Вуковић   | 2022. Минхен     | Скок у вис Ж   |
| 3      | Ангелина Топић   | 2022. Минхен     | Скок у вис Ж   |
| 2      | Ангелина Топић   | 2024. Рим        | Скок у вис Ж   |
| 2      | Адриана Вилагош  | 2024. Рим        | Бацање копља Ж |

### Европско првенство у дворани
(одржава се од 1966)
| Медаља                               | Спортиста                           | Такмичење                           | Дисциплина                          |
| Европске игре у дворани (1966–1969)  | Европске игре у дворани (1966–1969) | Европске игре у дворани (1966–1969) | Европске игре у дворани (1966–1969) |
| ------------------------------------ | ----------------------------------- | ----------------------------------- | ----------------------------------- |
| 2                                    | Љиљана Петњарић Јелисавета Ђанић    | 1966. Дортмунд                      | Штафета 4х160м Ж                    |
| 2                                    | Олга Гере                           | 1966. Дортмунд                      | Скок у вис Ж                        |
| 2                                    | Љиљана Петњарић Гизела Фаркаш       | 1967. Праг                          | Штафета (1500м) Ж                   |
| 3                                    | Љиљана Петњарић                     | 1967. Праг                          | 400м Ж                              |
| 3                                    | Славко Копривица Адам Ладик         | 1969. Београд                       | Штафета 3х1000м М                   |
| 3                                    | Љиљана Петњарић                     | 1969. Београд                       | Штафета 4х195м Ж                    |
| 3                                    | Нинослава Тиквички                  | 1969. Београд                       | Штафета (1950м) Ж                   |
| Европско првенство у дворани (1970–) |                                     |                                     |                                     |
| 3                                    | Јоже Међимурец                      | 1970. Беч                           | 800м М                              |
| 2                                    | Ненад Стекић                        | 1980. Зинделфинген                  | Скок у даљ М                        |
|                                      | Владимир Милић                      | 1982. Милано                        | Бацање кугле М                      |
| 3                                    | Јован Лазаревић                     | 1982. Милано                        | Бацање кугле М                      |
|                                      | Драган Здравковић                   | 1983. Будимпешта                    | 3000м М                             |
|                                      | Слободан Бранковић                  | 1992. Ђенова                        | 400м М                              |
| 3                                    | Драгутин Топић                      | 1992. Ђенова                        | Скок у вис М                        |
| 2                                    | Драган Перић                        | 1994. Париз                         | Бацање кугле М                      |
|                                      | Драгутин Топић                      | 1996. Стокхолм                      | Скок у вис М                        |
| 3                                    | Драгутин Топић                      | 2000. Гент                          | Скок у вис М                        |
|                                      | Асмир Колашинац                     | 2013. Гетеборг                      | Бацање кугле М                      |
| 3                                    | Михаил Дудаш                        | 2013. Гетеборг                      | Седмобој М                          |
|                                      | Ивана Шпановић                      | 2015. Праг                          | Скок у даљ Ж                        |
| 2                                    | Асмир Колашинац                     | 2015. Праг                          | Бацање кугле Ж                      |
|                                      | Ивана Шпановић                      | 2017. Београд                       | Скок у даљ Ж                        |
|                                      | Ивана Шпановић                      | 2019. Глазгов                       | Скок у даљ Ж                        |
| 3                                    | Страхиња Јованчевић                 | 2019. Глазгов                       | Скок у даљ М                        |
| 3                                    | Елзан Бибић                         | 2023. Истанбул                      | 3000м М                             |
| 3                                    | Ивана Вулета                        | 2023. Истанбул                      | Скок у даљ Ж                        |
| 2                                    | Ангелина Топић                      | 2025. Апелдорн                      | Скок у вис Ж                        |

### Европско екипно првенство
(одржава се од 1965)
| Медаља                            | Спортиста                | Такмичење                | Дисциплина               |                          |
| Европски куп (1965–2008)          | Европски куп (1965–2008) | Европски куп (1965–2008) | Европски куп (1965–2008) | Европски куп (1965–2008) |
| --------------------------------- | ------------------------ | ------------------------ | ------------------------ | ------------------------ |
| 2                                 | Драган Животић           | 1979. Торино             | 800м М                   |                          |
| 3                                 | Милош Срејовић           | 1981. Загреб             | Троскок М                |                          |
| Европско екипно првенство (2009–) |                          |                          |                          |                          |

### Европско првенство у кросу
(одржава се од 1994)
| Медаља | Спортиста      | Такмичење                 | Дисциплина |
| ------ | -------------- | ------------------------- | ---------- |
| 3      | Оливера Јевтић | 1997. Оеираш              | 5км Ж      |
| 3      | Оливера Јевтић | 1998. Ферара              | 5,6км Ж    |
| 3      | Оливера Јевтић | 1999. Велење              | 4,9км Ж    |
| 3      | Оливера Јевтић | 2000. Малме               | 4,9км Ж    |
| 3      | Оливера Јевтић | 2006. Сан Ђорђо су Лењано | 8,03км Ж   |

## Баскет 3 на 3
(одржава се од 2014)
| Медаља                         | Играчи                                                                | Тренер                         | Такмичење                      | Дисциплина                     |
| Европско првенство (2014–2016) | Европско првенство (2014–2016)                                        | Европско првенство (2014–2016) | Европско првенство (2014–2016) | Европско првенство (2014–2016) |
| ------------------------------ | --------------------------------------------------------------------- | ------------------------------ | ------------------------------ | ------------------------------ |
| 2                              | Душан Домовић Булут, Марко Ждеро, Дејан Мајсторовић, Марко Савић      | Горан Војкић                   | 2016. Букурешт                 | Турнир М                       |
| Европски куп (2017–)           |                                                                       |                                |                                |                                |
|                                | Душан Домовић Булут, Марко Ждеро, Дејан Мајсторовић, Марко Савић      | Горан Војкић                   | 2018. Букурешт                 | Турнир М                       |
|                                | Душан Домовић Булут, Дејан Мајсторовић, Данило Мијатовић, Марко Савић | Горан Војкић                   | 2019. Дебрецин                 | Турнир М                       |
|                                | Михаило Васић, Мирослав Пашаљић, Александар Ратков, Дејан Мајсторовић | Горан Војкић                   | 2021. Париз                    | Турнир М                       |

## Бокс

### Мушкарци
(одржава се од 1925)
| Медаља | Спортиста            | Такмичење            | Категорија   |
| ------ | -------------------- | -------------------- | ------------ |
| 3      | Павле Шовљански      | 1949. Осло           | Лака М       |
| 2      | Коста Лековић        | 1951. Милано         | Перо М       |
| 3      | Миливоје Булат       | 1951. Милано         | Лака М       |
| 3      | Стеван Редли         | 1953. Варшава        | Перо М       |
| 3      | Илија Лукић          | 1955. Западни Берлин | Лака М       |
| 3      | Павле Шовљански      | 1955. Западни Берлин | Велтер М     |
| 2      | Драгослав Јаковљевић | 1957. Праг           | Средња М     |
| 3      | Илија Лукић          | 1957. Праг           | Полувелтер М |
| 3      | Бранислав Давидовић  | 1957. Праг           | Тешка М      |
| 3      | Миодраг Митровић     | 1959. Луцерн         | Бантам М     |
| 3      | Драгослав Јаковљевић | 1959. Луцерн         | Полусредња М |
| 2      | Петар Бенедек        | 1961. Београд        | Лака М       |
| 2      | Љубиша Меховић       | 1961. Београд        | Полувелтер М |
| 3      | Драгослав Јаковљевић | 1961. Београд        | Средња М     |
| 2      | Бранислав Петрић     | 1963. Москва         | Бантам М     |
| 3      | Драгослав Јаковљевић | 1963. Бантам         | Средња М     |
| 2      | Звонимир Вујин       | 1967. Рим            | Средња М     |
| 2      | Светомир Белић       | 1971. Мадрид         | Полусредња М |
|        | Маријан Бенеш        | 1973. Београд        | Полувелтер М |
| 2      | Зоран Јовановић      | 1973. Београд        | Перо М       |
| 3      | Живорад Јелисијевић  | 1973. Београд        | Велтер М     |
| 2      | Братислав Ристић     | 1975. Катовице       | Перо М       |
| 3      | Радован Бисић        | 1975. Катовице       | Полутешка М  |
| 3      | Мемет Богујевци      | 1977. Хале           | Полувелтер М |
|        | Миодраг Перуновић    | 1979. Келн           | Полусредња М |
| 2      | Сретен Мирковић      | 1979. Келн           | Велтер М     |
| 2      | Тадија Качар         | 1979. Келн           | Полутешка М  |
| 2      | Сами Бузоли          | 1981. Тампере        | Бантам М     |
| 2      | Мирко Пузовић        | 1981. Тампере        | Полувелтер М |
| 2      | Миодраг Перуновић    | 1981. Тампере        | Полусредња М |
| 3      | Азиз Салиху          | 1981. Тампере        | Полутешка М  |
| 2      | Сами Бузоли          | 1983. Варна          | Бантам М     |
| 2      | Мирко Пузовић        | 1983. Варна          | Полувелтер М |
| 3      | Нусрет Реџепи        | 1983. Варна          | Средња М     |
|        | Љубиша Симић         | 1985. Будимпешта     | Бантам М     |
| 2      | Драган Коновалов     | 1985. Будимпешта     | Перо М       |
| 3      | Мирко Пузовић        | 1985. Будимпешта     | Полувелтер М |
| 3      | Драган Васиљевић     | 1985. Будимпешта     | Велтер М     |
| 3      | Азиз Салиху          | 1985. Будимпешта     | Супертешка М |
| 3      | Драган Живадиновић   | 1987. Торино         | Папир М      |
| 3      | Ђорђе Петронијевић   | 1987. Торино         | Велтер М     |
| 3      | Мујо Бајровић        | 1989. Атина          | Велтер М     |
| 3      | Вукашин Добрашиновић | 1991. Гетеборг       | Полувелтер М |
| 3      | Мујо Бајровић        | 1991. Гетеборг       | Велтер М     |
| 3      | Никола Сјеклоћа      | 2000. Тампере        | Полусредња М |
| 3      | Милорад Гајовић      | 2000. Тампере        | Полутешка М  |
|        | Вахид Абасов         | 2022. Јереван        | Велтер М     |
|        | Артјом Агејев        | 2022. Јереван        | Полутешка М  |

## Ватерполо

### Мушкарци
(одржава се од 1926)
| Медаља | Играчи | Тренер            | Такмичење        |
| ------ | --- | ----------------- | ---------------- |
| 2      | Драган Андрић, Милорад Кривокапић, Игор Милановић, Зоран Петровић, Андрија Поповић, Горан Рађеновић, Александар Шоштар | ?                 | 1985. Софија     |
|        | Жељко Вичевић, Мирко Вичевић, Игор Гочанин, Предраг Зимоњић, Виктор Јеленић, Игор Милановић, Душан Поповић, Горан Рађеновић, Никола Рибић, Васо Суботић, Милан Тадић, Душко Ћирковић, Александар Шоштар                                                           | Никола Стаменић   | 1991. Атина      |
| 2      | Жељко Вичевић, Владимир Вујасиновић, Ненад Вуканић, Данило Икодиновић, Драган Јовановић, Никола Куљача, Ристо Маљковић, Синиша Матијашевић, Александар Николић, Бранко Пековић, Дејан Савић, Петар Трбојевић, Александар Ћирић, Вељко Ускоковић, Александар Шапић | Никола Стаменић   | 1997. Севиља     |
|        | Владимир Вујасиновић, Ненад Вуканић, Предраг Зимоњић, Данило Икодиновић, Никола Јановић, Виктор Јеленић, Никола Куљача, Бранко Пековић, Дејан Савић, Петар Трбојевић, Александар Ћирић, Вељко Ускоковић, Александар Шапић, Денис Шефик, Александар Шоштар         | Ненад Манојловић  | 2001. Будимпешта |
|        | Владимир Вујасиновић, Владимир Гојковић, Живко Гоцић, Борис Злоковић, Данило Икодиновић, Виктор Јеленић, Предраг Јокић, Никола Куљача, Слободан Никић, Дејан Савић, Александар Ћирић, Вања Удовичић, Филип Филиповић, Александар Шапић, Денис Шефик               | Ненад Манојловић  | 2003. Крањ       |
|        | Владимир Вујасиновић, Живко Гоцић, Данило Икодиновић, Бранко Пековић, Душко Пијетловић, Андрија Прлаиновић, Слободан Никић, Дејан Савић, Слободан Соро, Петар Трбојевић, Александар Ћирић, Вања Удовичић, Филип Филиповић, Александар Шапић, Денис Шефик          | Дејан Удовичић    | 2006. Београд    |
|        | Драшко Бргуљан, Никола Вукчевић, Владимир Гојковић, Дамјан Даниловић, Борис Злоковић, Александар Ивовић, Млађан Јановић, Никола Јановић, Предраг Јокић, Вјекослав Пасковић, Здравко Радић, Милан Тичић, Филип Трајковић, Вељко Ускоковић, Милош Шћепановић        | Петар Поробић     | 2008. Малага     |
| 2      | Марко Аврамовић, Владимир Вујасиновић, Живко Гоцић, Бранко Пековић, Душко Пијетловић, Андрија Прлаиновић, Никола Рађен, Слободан Никић, Дејан Савић, Слободан Соро, Александар Ћирић, Вања Удовичић, Филип Филиповић, Александар Шапић, Денис Шефик               | Дејан Удовичић    | 2008. Малага     |
| 3      | Марко Аврамовић, Милан Алексић, Борис Вапенски, Живко Гоцић, Стефан Митровић, Слободан Никић, Гојко Пијетловић, Душко Пијетловић, Андрија Прлаиновић, Никола Рађен, Слободан Соро, Вања Удовичић, Филип Филиповић                                                 | Дејан Удовичић    | 2010. Загреб     |
|        | Милан Алексић, Живко Гоцић, Бранислав Митровић, Стефан Митровић, Слободан Никић, Душко Пијетловић, Андрија Прлаиновић, Никола Рађен, Слободан Соро, Милош Ћук, Вања Удовичић, Филип Филиповић, Алекса Шапоњић                                                     | Дејан Удовичић    | 2012. Ајндховен  |
| 2      | Драшко Бргуљан, Владимир Гојковић, Борис Злоковић, Александар Ивовић, Млађан Јановић, Никола Јановић, Предраг Јокић, Филип Кликовац, Вјекослав Пасковић, Антонио Петровић, Здравко Радић, Александар Радовић, Милош Шћепановић                                    | Ранко Перовић     | 2012. Ајндховен  |
|        | Милан Алексић, Живко Гоцић, Душан Мандић, Бранислав Митровић, Стефан Митровић, Слободан Никић, Гојко Пијетловић, Душко Пијетловић, Андрија Прлаиновић, Никола Рађен, Сава Ранђеловић, Милош Ћук, Филип Филиповић                                                  | Дејан Савић       | 2014. Будимпешта |
|        | Милан Алексић, Живко Гоцић, Никола Јакшић, Душан Мандић, Бранислав Митровић, Стефан Митровић, Слободан Никић, Гојко Пијетловић, Душко Пијетловић, Андрија Прлаиновић, Сава Ранђеловић, Милош Ћук, Филип Филиповић                                                 | Дејан Савић       | 2016. Србија     |
| 2      | Дарко Бргуљан, Драшко Бргуљан, Никола Вукчевић, Александар Ивовић, Млађан Јановић, Никола Јановић, Предраг Јокић, Дејан Лазовић, Саша Мишић, Вјекослав Пасковић, Антонио Петровић, Александар Радовић, Милош Шћепановић                                           | Владимир Гојковић | 2016. Србија     |
|        | Милан Алексић, Немања Вицо, Никола Јакшић, Душан Мандић, Бранислав Митровић, Стефан Митровић, Гојко Пијетловић, Душко Пијетловић, Андрија Прлаиновић, Сава Ранђеловић, Виктор Рашовић, Милош Ћук, Филип Филиповић                                                 | Дејан Савић       | 2018. Шпанија    |

## Веслање
(од 1893–1973. за мушкарце, од 1954–1973. за жене)
(обновљено 2007)
| Медаља | Спортиста                                                   | Такмичење             | Дисциплина               |
| ------ | ----------------------------------------------------------- | --------------------- | ------------------------ |
| 2      | Андра Жежељ Душко Жежељ                                     | 1929. Бидгошч         | Осмерац М                |
| 3      | Драгутин Петровечки Милан Корошец                           | 1953. Копенхаген      | Дубл скул М              |
| 3      | Бранко Вулетић Антун Иванковић                              | 1958. Познањ          | Четверац са кормиларом М |
|        | Горан Јагар Никола Стојић                                   | 2007. Познањ          | Двојац без кормилара М   |
| 2      | Ненад Бабовић Горан Недељковић Милош Томић Вељко Урошевић   | 2007. Познањ          | Лаки четверац М          |
| 2      | Горан Јагар Никола Стојић                                   | 2008. Маратон         | Двојац без кормилара М   |
| 2      | Ненад Бабовић Горан Недељковић Милош Томић Вељко Урошевић   | 2008. Маратон         | Лаки четверац М          |
| 2      | Горан Јагар Никола Стојић                                   | 2009. Брест           | Двојац без кормилара М   |
| 3      | Душан Богичевић Марко Марјановић                            | 2009. Брест           | Дубл скул М              |
| 3      | Ненад Бабовић Немања Нешић Милош Станојевић Милош Томић     | 2009. Брест           | Лаки четверац М          |
| 3      | Марко Марјановић Никола Стојић                              | 2010. Монтемор-о-Вељо | Двојац без кормилара М   |
| 2      | Душан Богичевић Марко Марјановић                            | 2011. Пловдив         | Дубл скул М              |
| 2      | Ивана Филиповић Ива Обрадовић                               | 2011. Пловдив         | Дубл скул Ж              |
| 3      | Јован Поповић Никола Стојић                                 | 2011. Пловдив         | Двојац без кормилара М   |
| 3      | Ненад Бабовић Немања Нешић Милош Станојевић Милош Томић     | 2011. Пловдив         | Лаки четверац М          |
| 2      | Ива Обрадовић                                               | 2012. Варезе          | Скиф Ж                   |
| 3      | Ненад Беђик Никола Стојић                                   | 2012. Варезе          | Двојац без кормилара М   |
| 3      | Ненад Бабовић Никола Селаковић Милош Станојевић Милош Томић | 2012. Варезе          | Лаки четверац М          |
| 3      | Милош Васић Миљан Вуковић Радоје Ђерић Горан Јагар          | 2012. Варезе          | Четверац без кормилара М |
|        | Ненад Беђик Никола Стојић                                   | 2013. Севиља          | Двојац без кормилара М   |
|        | Душан Богичевић Веселин Савић                               | 2014. Београд         | Двојац без кормилара М   |
| 3      | Ненад Беђик Милош Васић                                     | 2015. Познањ          | Двојац без кормилара М   |
| 3      | Ненад Беђик Милош Васић                                     | 2017. Рачице          | Двојац без кормилара М   |
| 3      | Милош Васић Мартин Мачковић                                 | 2021. Варезе          | Двојац без кормилара М   |

## Гимнастика

### Жене
(одржава се од 1957)
| Медаља | Спортиста     | Такмичење   | Дисциплина           |
| ------ | ------------- | ----------- | -------------------- |
|        | Мирјана Билић | 1963. Париз | Вишебој Ж            |
|        | Мирјана Билић | 1963. Париз | Партер Ж             |
| 2      | Тереза Кочиш  | 1963. Париз | Греда Ж              |
| 2      | Тереза Кочиш  | 1963. Париз | Двовисински разбој Ж |
| 3      | Тереза Кочиш  | 1963. Париз | Вишебој Ж            |
| 3      | Мирјана Билић | 1963. Париз | Греда Ж              |

## Дизање тегова
(од 1896. за мушкарце, од 1988. за жене)
| Медаља | Спортиста       | Такмичење    | Дисциплина        |
| ------ | --------------- | ------------ | ----------------- |
| 3      | Радмила Загорац | 2022. Тирана | до 45кг Тотал Ж   |
| 3      | Радмила Загорац | 2022. Тирана | до 45кг Трзај Ж   |
| 3      | Радмила Загорац | 2022. Тирана | до 45кг Избачај Ж |

## Једрење

### Европско првенство за класу шљука
(одржава се од 1950)
| Медаља | Спортиста             | Такмичење       |
| ------ | --------------------- | --------------- |
| 2      | Симо Николић (посада) | 1964. Сан Ремо  |
|        | Симо Николић (посада) | 1966. Карлсхамн |
| 2      | Симо Николић (посада) | 1968. Измир     |

## Кајак и кану

### Спринт
(одржавано 1933–1969. у организацији ICF) 
(обновљено 1997. од стране ECA)
| Медаља                 | Спортиста                                                   | Такмичење               | Дисциплина             |                        |
| Мирне воде (1933–2008) | Мирне воде (1933–2008)                                      | Мирне воде (1933–2008)  | Мирне воде (1933–2008) | Мирне воде (1933–2008) |
| ---------------------- | ----------------------------------------------------------- | ----------------------- | ---------------------- | ---------------------- |
| [ 5 ]                  | Ђурђица Вујаковић                                           | 1963. Јајце (уједно СП) | ? Ж                    |                        |
| 2                      | Огњен Филиповић                                             | 1999. Загреб            | К-1 200м М             |                        |
| 3                      | Драган Зорић Огњен Филиповић                                | 2005. Познањ            | К-2 200м М             |                        |
|                        | Милан Ђенадић Драган Зорић Бора Сибинкић Огњен Филиповић    | 2007. Понтеведра        | К-4 200м М             |                        |
| 3                      | Драган Зорић Огњен Филиповић                                | 2007. Понтеведра        | К-2 200м М             |                        |
| 2                      | Милан Ђенадић Драган Зорић Бора Сибинкић Огњен Филиповић    | 2008. Милано            | К-4 200м М             |                        |
| 2                      | Антонија Нађ                                                | 2008. Милано            | К-1 1000м Ж            |                        |
| 3                      | Миљана Кнежевић Рената Кубик Антонија Панда Марта Тибор     | 2008. Милано            | К-4 200м Ж             |                        |
| Спринт (2009–)         |                                                             |                         |                        |                        |
| 2                      | Антонија Нађ                                                | 2011. Београд           | К-1 1000м Ж            |                        |
|                        | Марко Новаковић                                             | 2012. Загреб            | К-2 200м М             |                        |
| 2                      | Дејан Пајић Душко Станојевић                                | 2012. Загреб            | К-2 500м М             |                        |
| 3                      | Александар Алексић Миленко Зорић Дејан Терзић Ервин Холперт | 2012. Загреб            | К-4 1000м М            |                        |
|                        | Далма Ружичић-Бенедек                                       | 2013. Монтемор-о-Вељо   | К-1 500м Ж             |                        |
|                        | Далма Ружичић-Бенедек                                       | 2013. Монтемор-о-Вељо   | К-1 1000м Ж            |                        |
| 2                      | Марко Драгосављевић                                         | 2013. Монтемор-о-Вељо   | К-1 200м М             |                        |
| 2                      | Симо Болтић Марко Драгосављевић                             | 2013. Монтемор-о-Вељо   | К-2 500м М             |                        |
|                        | Марко Драгосављевић                                         | 2014. Бранденбург       | К-1 200м М             |                        |
| 3                      | Николина Молдован Оливера Молдован                          | 2014. Бранденбург       | К-2 500м Ж             |                        |
|                        | Марко Драгосављевић                                         | 2015. Рачице            | К-1 200м М             |                        |
| 2                      | Небојша Грујић Марко Новаковић                              | 2015. Рачице            | К-2 200м М             |                        |
| 3                      | Дејан Пајић                                                 | 2015. Рачице            | К-1 500м М             |                        |
| 3                      | Николина Молдован                                           | 2015. Рачице            | К-1 200м Ж             |                        |
| 3                      | Николина Молдован Оливера Молдован                          | 2015. Рачице            | К-2 200м Ж             |                        |
| 3                      | Милица Старовић Далма Ружичић-Бенедек                       | 2015. Рачице            | К-2 500м Ж             |                        |
| 3                      | Милица Старовић Далма Ружичић-Бенедек                       | 2015. Рачице            | К-2 1000м Ж            |                        |
|                        | Небојша Грујић Марко Новаковић                              | 2016. Москва            | К-2 200м М             |                        |
|                        | Кристина Бедеч                                              | 2016. Москва            | К-1 1000м Ж            |                        |
|                        | Милица Старовић Далма Ружичић-Бенедек                       | 2016. Москва            | К-2 1000м Ж            |                        |
| 3                      | Миленко Зорић Марко Томићевић                               | 2016. Москва            | К-2 1000м М            |                        |
| 2                      | Марко Драгосављевић                                         | 2017. Пловдив           | К-1 200м М             |                        |
| 2                      | Дејан Пајић Ервин Холперт                                   | 2017. Пловдив           | К-2 500м М             |                        |
| 2                      | Марко Томићевић Миленко Зорић                               | 2017. Пловдив           | К-2 1000м М            |                        |
|                        | Марко Томићевић Миленко Зорић                               | 2018. Београд           | К-2 1000м М            |                        |
| 2                      | Небојша Грујић Марко Новаковић                              | 2018. Београд           | К-2 200м М             |                        |
| 3                      | Марко Драгосављевић                                         | 2018. Београд           | К-1 200м М             |                        |

### Маратон
(одржава се од 1995)
| Медаља | Спортиста      | Такмичење    | Дисциплина   |
| ------ | -------------- | ------------ | ------------ |
|        | Кристина Бедеч | 2021. Москва | К-1 3,4км Ж  |
| 3      | Кристина Бедеч | 2021. Москва | К-1 26,2км Ж |

## Карате
(од 1966. за мушкарце, од 1979. за жене)
| Медаља | Спортиста | Такмичење                        | Дисциплина                     |
| ------ | --- | -------------------------------- | ------------------------------ |
| 2      | Илија Јорга | 1969. Лондон                     | Ипон М                         |
| 3      | ? | 1969. Лондон                     | Екипно М                       |
| 3      | ? | 1971. Париз                      | Екипно М                       |
|        | Самир Усенагић | 1986. Мадрид                     | Кумите преко 84кг М            |
| 3      | Драгољуб Копитовић | 1989. Титоград                   | Кумите до 65кг М               |
| 3      | Драгољуб Фатић | 1989. Титоград                   | Кумите до 70кг М               |
| 3      | ? | 1989. Титоград                   | Кумите екипно М                |
| 3      | Зоран Тодоровић | 1992. Ден Бос                    | Кумите до 75кг М               |
| 3      | Тања Петровић | 1993. Праг                       | Кумите до 60кг Ж               |
| 2      | Владимир Јоковић | 1994. Бирмингем                  | Кумите преко 80кг М            |
| 2      | Тања Петровић | 1994. Бирмингем                  | Кумите до 60кг Ж               |
| 3      | Предраг Стојадинов | 1996. Париз                      | Кумите до 80кг М               |
| 2      | Теодор Рајић | 1997. Санта Круз де Тенерифе     | Кумите преко 80кг М            |
|        | Теодор Рајић | 1998. Београд                    | Кумите преко 80кг М            |
|        | Роксанда Лазаревић | 1998. Београд                    | Кумите до 60кг Ж               |
|        | Слађана Митић | 1998. Београд                    | Кумите преко 60кг Ж            |
| 2      | Драшко Стојановић | 1998. Београд                    | Кумите до 65кг М               |
| 2      | Предраг Стојадинов | 1998. Београд                    | Кумите до 80кг М               |
| 3      | Александар Синђелић | 1998. Београд                    | Кумите до 70кг М               |
| 3      | ? | 1998. Београд                    | Кумите екипно М                |
| 2      | Предраг Стојадинов | 1999. Евбеја                     | Кумите апсолутна категорија М  |
| 3      | Драган Мирановић | 1999. Евбеја                     | Кумите до 80кг М               |
| 3      | Снежана Перић | 1999. Евбеја                     | Кумите до 60кг Ж               |
|        | Предраг Стојадинов | 2000. Истанбул                   | Кумите апсолутна категорија М  |
| 2      | Роксанда Лазаревић, Слађана Митић, Сара Пековић, Снежана Перић                                                           | 2000. Истанбул                   | Кумите екипно Ж                |
| 3      | Жарко Стојовић | 2000. Истанбул                   | Кумите до 70 кг М              |
| 3      | Предраг Бајић | 2001. Софија                     | Кумите до 60кг М               |
| 3      | Предраг Стојадинов | 2001. Софија                     | Кумите апсолутна категорија М  |
| 3      | Сара Пековић | 2001. Софија                     | Кумите преко 60кг Ж            |
| 3      | Вања Врховец | 2001. Софија                     | Кумите апсолутна категорија Ж  |
| 2      | Роксанда Лазаревић, Слађана Митић, Сара Пековић, Снежана Перић                                                           | 2002. Талин                      | Кумите екипно Ж                |
| 3      | Предраг Стојадинов | 2002. Талин                      | Кумите апсолутна категорија М  |
| 3      | Сара Пековић | 2002. Талин                      | Кумите преко 60 кг Ж           |
|        | Милош Живковић | 2003. Бремен                     | Кумите преко 80кг М            |
| 2      | ? | 2003. Бремен                     | Кумите екипно Ж                |
| 2      | Снежана Перић | 2004. Москва                     | Кумите до 60кг Ж               |
| 3      | Марина Киш | 2004. Москва                     | Ката Ж                         |
| 3      | Бранка Кавурин | 2004. Москва                     | Кумпите преко 60кг Ж           |
| 3      | Снежана Перић | 2004. Москва                     | Кумите апсолутна категорија Ж  |
| 2      | Снежана Перић | 2005. Сан Кристобал де ла Лагуна | Кумите апсолутна категорија Ж  |
|        | Снежана Перић | 2006. Ставангер                  | Кумите апсолутна категорија Ж  |
| 3      | ? | 2006. Ставангер                  | Кумите екипно Ж                |
| 3      | ? | 2007. Братислава                 | Ката екипно М                  |
| 3      | ? | 2007. Братислава                 | Ката екипно Ж                  |
| 2      | Слободан Битевић | 2008. Талин                      | Кумите до 80кг М               |
| 3      | Биљана Стојовић | 2008. Талин                      | Кумпите апсолутна категорија Ж |
| 3      | Дуња Жеравић, Марија Маџаревић, Ана Кањух                                                                                | 2008. Талин                      | Ката екипно Ж                  |
| 2      | Дејан Умичевић | 2010. Атина                      | Кумите преко 84кг М            |
| 3      | Дејан Пајкић | 2010. Атина                      | Ката М                         |
| 3      | Марија Маџаревић, Драгана Родић, Александра Петровић                                                                     | 2010. Атина                      | Ката екипно Ж                  |
| 3      | Катарина Стрика, Маја Јовановић, Тамара Филиповић, Биљана Стојовић                                                       | 2010. Атина                      | Кумите екипно Ж                |
|        | Слободан Битевић | 2011. Цирих                      | Кумите до 84кг М               |
| 3      | Дејан Пајкић | 2011. Цирих                      | Ката М                         |
| 3      | Тамара Филиповић | 2011. Цирих                      | Кумите преко 68кг Ж            |
| 3      | Бранка Аранђеловић, Тамара Филиповић, Сања Цвркота, Ивана Чомагић                                                        | 2011. Цирих                      | Кумите екипно Ж                |
| 3      | Слободан Битевић | 2012. Тенерифе                   | Кумите до 84кг М               |
| 3      | Дејан Умичевић | 2012. Тенерифе                   | Кумите преко 84кг М            |
| 3      | Марија Маџаревић | 2012. Тенерифе                   | Ката Ж                         |
| 3      | Марина Раковић | 2012. Тенерифе                   | Кумите до 68кг Ж               |
| 2      | Сања Цвркота | 2013. Будимпешта                 | Кумите до 61кг Ж               |
| 3      | Марија Маџаревић | 2013. Будимпешта                 | Ката Ж                         |
| 3      | Марина Раковић | 2013. Будимпешта                 | Кумите до 68кг Ж               |
| 3      | Дуња Жеравић, Милана Јакшић, Ивана Степановић                                                                            | 2013. Будимпешта                 | Ката екипно Ж                  |
| 2      | Сања Цвркота | 2014. Тампере                    | Кумите до 61кг Ж               |
| 3      | Слободан Битевић | 2014. Тампере                    | Кумите преко 84кг М            |
| 3      | Јелена Максимовић | 2014. Тампере                    | Кумите до 61кг Ж               |
|        | Слободан Битевић | 2015. Истанбул                   | Кумите преко 84кг М            |
| 3      | Марина Раковић | 2015. Истанбул                   | Кумите до 68кг Ж               |
| 3      | Марко Антић | 2016. Монпеље                    | Кумите до 60кг М               |
| 3      | Слободан Битевић, Данило Јекнић, Стефан Јоксић, Михајло Јосиповић, Богдан Трикош, Дејан Цвркота, Александар Шестаков     | 2016. Монпеље                    | Кумите екипно М                |
| 3      | Јелена Миливојчевић | 2016. Монпеље                    | Кумите до 50кг Ж               |
| 3      | Јована Прековић | 2016. Монпеље                    | Кумите до 61кг Ж               |
| 3      | Драгана Коњевић | 2016. Монпеље                    | Кумите преко 68кг Ж            |
|        | Јована Прековић | 2017. Коџаели                    | Кумите до 61 кг Ж              |
| 2      | Марко Антић | 2017. Коџаели                    | Кумите до 60 кг М              |
| 3      | Марио Хоџић | 2017. Коџаели                    | Кумите до 67 кг М              |
| 3      | Слободан Битевић | 2017. Коџаели                    | Кумите преко 84 кг М           |
| 3      | Сања Цвркота | 2017. Коџаели                    | Кумите до 68 кг Ж              |
| 2      | Стефан Јоксић | 2018. Нови Сад                   | Кумите до 67 кг М              |
| 3      | Слободан Битевић, Владимир Брежанчић, Никола Јовановић, Стефан Јоксић, Урош Мијалковић, Анастасиос Нтерос, Дејан Цвркота | 2018. Нови Сад                   | Кумите екипно М                |
| 2      | Марио Хоџић | 2019. Гвадалахара                | Кумите до 67 кг М              |
| 2      | Слободан Битевић | 2019. Гвадалахара                | Кумите преко 84 кг М           |
| 2      | Владимир Брежанчић, Љубиша Марић, Марко Мартиновић, Урош Мијалковић, Ђорђе Салапура, Ђорђе Тешановић, Богдан Трикош      | 2019. Гвадалахара                | Кумите екипно М                |
| 3      | Никола Маловић | 2019. Гвадалахара                | Кумите до 84 кг М              |
| 3      | Јелена Миливојчевић | 2019. Гвадалахара                | Кумите до 50кг Ж               |
|        | Јована Прековић | 2021. Пореч                      | Кумите до 61 кг Ж              |
| 2      | Слободан Битевић | 2021. Пореч                      | Кумите преко 84 кг М           |
| 2      | Ненад Дуловић, Андрија Фатић, Марио Хоџић, Никола Маловић, Балша Миличковић, Предраг Смоловић                            | 2021. Пореч                      | Кумите екипно М                |
| 3      | Јелена Максимовић | 2021. Пореч                      | Кумите до 55кг Ж               |
|        | Ивана Перовић | 2022. Газијантеп                 | Кумите преко 68 кг Ж           |

## Кошарка

### Мушкарци
(одржава се од 1935)
| Медаља | Играчи | Тренер                                             | Такмичење             |
| ------ | --- | -------------------------------------------------- | --------------------- |
| 2      | Слободан Гордић, Сретен Драгојловић, Немања Ђурић, Радивој Кораћ, Миодраг Николић, Радован Радовић | Александар Николић                                 | 1961. Југославија     |
| 3      | Милош Бојовић, Слободан Гордић, Немања Ђурић, Радивој Кораћ, Миодраг Николић, Драгослав Ражнатовић, Трајко Рајковић                                                                                     | Александар Николић                                 | 1963. Пољска          |
| 2      | Милош Бојовић, Слободан Гордић, Немања Ђурић, Радивој Кораћ, Драгослав Ражнатовић, Трајко Рајковић | Александар Николић                                 | 1965. Совјетски Савез |
| 2      | Драган Капичић, Зоран Мароевић, Никола Плећаш, Љубодраг Симоновић, Трајко Рајковић, Владимир Цветковић, Драгутин Чермак                                                                                 | Ранко Жеравица                                     | 1969. Италија         |
| 2      | Драгиша Вучинић, Драган Капичић, Жарко Кнежевић, Никола Плећаш, Љубодраг Симоновић, Драгутин Чермак | Ранко Жеравица                                     | 1971. Западна Немачка |
|        | Дражен Далипагић, Драган Ивковић, Драган Кићановић, Жарко Кнежевић, Милун Маровић, Никола Плећаш, Зоран Славнић                                                                                         | -                                                  | 1973. Шпанија         |
|        | Дражен Далипагић, Рајко Жижић, Драган Капичић, Драган Кићановић, Никола Плећаш, Зоран Славнић | -                                                  | 1975. Југославија     |
|        | Жарко Варајић, Дражен Далипагић, Драган Кићановић, Зоран Славнић, Ратко Радовановић | Александар Николић                                 | 1977. Белгија         |
| 3      | Жарко Варајић, Дражен Далипагић, Рајко Жижић, Драган Кићановић, Ратко Радовановић, Зоран Славнић | -                                                  | 1979. Италија         |
| 2      | Предраг Беначек, Дражен Далипагић, Драган Кићановић, Бобан Петровић, Ратко Радовановић | Богдан Тањевић                                     | 1981. Чехословачка    |
| 3      | Горан Грбовић, Владе Дивац, Александар Ђорђевић, Жарко Паспаљ, Ратко Радовановић, Зоран Радовић | -                                                  | 1987. Грчка           |
|        | Предраг Даниловић, Владе Дивац, Жарко Паспаљ, Зоран Радовић | Душан Ивковић                                      | 1989. Југославија     |
|        | Предраг Даниловић, Владе Дивац, Александар Ђорђевић, Зоран Јовановић, Жарко Паспаљ, Зоран Савић, Зоран Сретеновић                                                                                       | Душан Ивковић                                      | 1991. Италија         |
|        | Мирослав Берић, Дејан Бодирога, Предраг Даниловић, Владе Дивац, Александар Ђорђевић, Дејан Котуровић, Саша Обрадовић, Жарко Паспаљ, Жељко Ребрача, Зоран Савић, Зоран Сретеновић, Дејан Томашевић       | Душан Ивковић                                      | 1995. Грчка           |
|        | Мирослав Берић, Дејан Бодирога, Никола Булатовић, Предраг Даниловић, Александар Ђорђевић, Никола Лончар, Саша Обрадовић, Мирослав Радошевић, Жељко Ребрача, Зоран Савић, Дејан Томашевић, Миленко Топић | Жељко Обрадовић (тренер), Душан Ивковић (селектор) | 1997. Шпанија         |
| 3      | Дејан Бодирога, Милан Гуровић, Предраг Даниловић, Владе Дивац, Никола Лончар, Драган Луковски, Саша Обрадовић, Предраг Стојаковић, Драган Тарлаћ, Дејан Томашевић, Миленко Топић, Владо Шћепановић      | Жељко Обрадовић (тренер), Душан Ивковић (селектор) | 1999. Француска       |
|        | Дејан Бодирога, Милан Гуровић, Предраг Дробњак, Марко Јарић, Дејан Милојевић, Саша Обрадовић, Веселин Петровић, Игор Ракочевић, Предраг Стојаковић, Драган Тарлаћ, Дејан Томашевић, Владо Шћепановић    | Светислав Пешић                                    | 2001. Турска          |
| 2      | Немања Бјелица, Новица Величковић, Ненад Крстић, Стефан Марковић, Милан Мачван, Иван Паунић, Коста Перовић, Бојан Поповић, Мирослав Радуљица, Милош Теодосић, Миленко Тепић, Урош Трипковић             | Душан Ивковић                                      | 2009. Пољска          |
| 2      | Стефан Бирчевић, Богдан Богдановић, Марко Гудурић, Огњен Кузмић, Стефан Јовић, Бранко Лазић, Владимир Лучић, Бобан Марјановић, Милан Мачван, Василије Мицић, Драган Милосављевић, Владимир Штимац       | Александар Ђорђевић                                | 2017. Турска          |

### Жене
(одржава се од 1938)
| Медаља | Играчи | Тренер            | Такмичење                 |
| ------ | --- | ----------------- | ------------------------- |
| 2      | Марија Вегер, Олга Ђоковић, Јелица Каленић, Нада Милетић, Споменка Милојевић, Милица Радовановић, Станка Стошић, Славојка Таушан                                                                  | Страхиња Алагић   | 1968. Италија             |
| 3      | Анкица Башић, Марија Вегер, Ирен Гал, Олга Ђоковић, Снежана Зорић, Бранка Јовановић, Мирјана Максимовић, Нада Милетић, Станка Стошић, Славојка Таушан, Ана Тот                                    | Ладислав Демшар   | 1970. Холандија           |
| 2      | Мира Бједов, Марија Вегер, Зорица Ђурковић, Бранка Јовановић, Биљана Мајсторовић, Дринка Миловић, Вукица Митић, Софија Пекић, Љиљана Станојевић                                                   | Борислав Ћорковић | 1978. Пољска              |
| 3      | Наталија Бацановић, Весна Деспотовић, Зорица Ђурковић, Јелица Комненовић, Биљана Мајсторовић, Вукица Митић, Софија Пекић, Марија Тонковић                                                         | Милан Васојевић   | 1980. Југославија         |
| 2      | Анђелија Арбутина, Слађана Голић, Јелица Комненовић, Оливера Кривокапић, Бојана Милошевић, Јасмина Перазић, Загорка Почековић                                                                     | Милан Васојевић   | 1987. Шпанија             |
| 2      | Анђелија Арбутина, Нина Бједов, Елеонора Вилд, Слађана Голић, Данијела Илић, Бојана Милошевић | Миодраг Весковић  | 1991. Израел              |
|        | Тијана Ајдуковић, Дајана Бутулија, Ана Дабовић, Милица Дабовић, Невена Јовановић, Сара Крњић, Јелена Миловановић, Данијел Пејџ, Соња Петровић, Тамара Радочај, Кристина Топузовић, Саша Чађо      | Марина Маљковић   | 2015. Мађарска и Румунија |
| 3      | Јелена Брукс, Дајана Бутулија, Ана Дабовић, Невена Јовановић, Николина Милић, Маја Миљковић, Соња Петровић, Александра Станаћев, Драгана Станковић, Александра Црвендакић, Саша Чађо, Маја Шкорић | Марина Маљковић   | 2019. Србија и Летонија   |
|        | Соња Петровић, Саша Чађо, Невена Јовановић, Јелена Брукс, Дајана Бутулија, Александра Црвендакић, Ивон Андерсон, Ана Дабовић, Маја Шкорић, Маша Јанковић, Ангела Дугалић, Тина Крајишник          | Марина Маљковић   | 2021. Шпанија и Француска |

## Одбојка

### Мушкарци
(одржава се од 1948)
| Медаља | Играчи | Тренер                                             | Такмичење                                      |
| ------ | --- | -------------------------------------------------- | ---------------------------------------------- |
| 3      | Александар Боричић, Живојин Врачарић, Миодраг Гвозденовић, Милош Грбић, Мирсад Елезовић, Слободан Лозанчић, Ласло Лукач, Никола Матијашевић | Лазар Гроздановић (селектор)                       | 1975. Београд                                  |
| 3      | Здравко Куљић, Слободан Лозанчић, Миодраг Митић, Драган Нишић, Горан Србиновски, Љубомир Травица, Владимир Трифуновић | Драго Томић (селектор)                             | 1979. Париз                                    |
| 3      | Владимир Батез, Слободан Бошкан, Дејан Брђовић, Горан Вујевић, Владимир Грбић, Никола Грбић, Ђорђе Ђурић, Рајко Јокановић, Слободан Ковач, Ђула Мештер, Жарко Петровић, Жељко Танасковић                                                       | Зоран Гајић (тренер), Лазар Гроздановић (селектор) | 1995. Атина и Патра                            |
| 2      | Владимир Батез, Слободан Бошкан, Горан Вујевић, Игор Вушуровић, Андрија Герић, Владимир Грбић, Никола Грбић, Ђорђе Ђурић, Рајко Јокановић, Слободан Ковач, Ђула Мештер, Жељко Танасковић                                                       | Зоран Гајић (тренер), Лазар Гроздановић (селектор) | 1997. Ајндховен и Хертогенбос                  |
| 3      | Владимир Батез, Слободан Бошкан, Горан Вујевић, Андрија Герић, Владимир Грбић, Никола Грбић, Ђорђе Ђурић, Ђула Мештер, Васа Мијић, Иван Миљковић, Вељко Петковић, Жељко Танасковић                                                             | Зоран Гајић                                        | 1999. Беч и Винер Нојштат                      |
|        | Слободан Бошкан, Горан Вујевић, Игор Вушуровић, Андрија Герић, Владимир Грбић, Никола Грбић, Рајко Јокановић, Горан Марић, Ђула Мештер, Васа Мијић, Иван Миљковић, Един Шкорић                                                                 | Зоран Гајић                                        | 2001. Острава                                  |
| 3      | Новица Бјелица, Дејан Бојовић, Слободан Бошкан, Горан Вујевић, Андрија Герић, Никола Грбић, Иван Илић, Бојан Јанић, Иван Миљковић, Александар Митровић, Марко Самарџић, Драган Станковић                                                       | Љубомир Травица                                    | 2005. Рим и Београд                            |
| 3      | Слободан Бошкан, Андрија Герић, Никола Грбић, Бојан Јанић, Никола Ковачевић, Иван Миљковић, Милош Никић, Владо Петковић, Марко Подрашчанин, Марко Самарџић, Драган Станковић, Саша Старовић                                                    | Игор Колаковић                                     | 2007. Москва и Санкт Петербург                 |
|        | Александар Атанасијевић, Филип Вујић, Никола Ковачевић, Урош Ковачевић, Иван Миљковић, Михајло Митић, Милош Никић, Владо Петковић, Марко Подрашчанин, Милан Рашић, Никола Росић, Драган Станковић, Саша Старовић, Милош Терзић                 | Игор Колаковић                                     | 2011. Аустрија и Чешка                         |
| 3      | Александар Атанасијевић, Филип Вујић, Марко Ивовић, Никола Јововић, Никола Ковачевић, Срећко Лисинац, Милош Никић, Владо Петковић, Немања Петрић, Марко Подрашчанин, Милан Рашић, Никола Росић, Драган Станковић, Саша Старовић                | Игор Колаковић                                     | 2013. Данска и Пољска                          |
| 3      | Александар Атанасијевић, Максим Буцуљевић, Никола Јововић, Милан Катић, Урош Ковачевић, Срећко Лисинац, Дражен Лубурић, Невен Мајсторовић, Александар Околић, Немања Петрић, Марко Подрашчанин, Никола Росић, Драган Станковић, Горан Шкундрић | Никола Грбић                                       | 2017. Пољска                                   |
|        | Александар Атанасијевић, Марко Ивовић, Никола Јововић, Урош Ковачевић, Петар Крсмановић, Срећко Лисинац, Дражен Лубурић, Невен Мајсторовић, Александар Околић, Никола Пековић, Немања Петрић, Марко Подрашчанин, Вук Тодоровић, Лазар Ћировић  | Слободан Ковач                                     | 2019. Француска, Словенија, Белгија, Холандија |

### Жене
(одржава се од 1949)
| Медаља | Играчи | Тренер             | Такмичење                                   |
| ------ | --- | ------------------ | ------------------------------------------- |
| 3      | Даница Глумац, Десанка Кончар, Наташа Луковић, Штефанија Милошев, Бранка Поповић, Гордана Ткачук | Бранислав Марковић | 1951. Париз                                 |
| 2      | Јована Бракочевић, Јована Весовић, Ивана Исаиловић, Наташа Крсмановић, Јасна Мајсторовић, Брижитка Молнар, Јелена Николић, Маја Огњеновић, Маја Симанић, Ања Спасојевић, Сузана Ћебић, Весна Читаковић                                    | Зоран Терзић       | 2007. Луксембург и Белгија                  |
|        | Ана Антонијевић, Јована Бракочевић, Јована Весовић, Наташа Крсмановић, Ана Лазаревић, Сања Малагурски, Тијана Малешевић, Брижитка Молнар, Јелена Николић, Нађа Нинковић, Маја Огњеновић, Силвија Поповић, Милена Рашић, Сузана Ћебић      | Зоран Терзић       | 2011. Србија и Италија                      |
| 3      | Ана Бјелица, Тијана Бошковић, Бианка Буша, Стефана Вељковић, Бојана Живковић, Тијана Малешевић, Бранкица Михајловић, Јелена Николић, Маја Огњеновић, Мина Поповић, Силвија Поповић, Милена Рашић, Јована Стевановић, Сузана Ћебић         | Зоран Терзић       | 2015. Холандија и Белгија                   |
|        | Ана Бјелица, Јелена Благојевић, Тијана Бошковић, Бианка Буша, Стефана Вељковић, Бојана Живковић, Тијана Малешевић, Бојана Миленковић, Слађана Мирковић, Бранкица Михајловић, Мина Поповић, Теодора Пушић, Милена Рашић, Јована Стевановић | Зоран Терзић       | 2017. Азербејџан и Грузија                  |
|        | Маја Алексић, Ана Бјелица, Јелена Благојевић, Тијана Бошковић, Бианка Буша, Стефана Вељковић, Катарина Лазовић, Бојана Миленковић, Слађана Мирковић, Бранкица Михајловић, Маја Огњеновић, Мина Поповић, Силвија Поповић, Теодора Пушић    | Зоран Терзић       | 2019. Турска, Пољска, Мађарска и Словачка   |
| 2      | Бианка Буша, Катарина Лазовић, Сара Царић, Мина Поповић, Слађана Мирковић, Маја Огњеновић, Стефана Вељковић, Ана Бјелица, Милена Рашић, Силвија Поповић, Тијана Бошковић, Бојана Миленковић, Јелена Благојевић, Јована Коцић              | Зоран Терзић       | 2021. Србија, Бугарска, Хрватска и Румунија |
| 2      | Бианка Буша, Катарина Лазовић, Бојана Дрча, Мина Поповић, Александра Узелац, Маја Огњеновић, Хена Куртагић, Ана Бјелица, Маја Алексић, Јована Стевановић, Тијана Бошковић, Александра Јегдић, Теодора Пушић, Сара Лозо                    | Ђовани Гвидети     | 2023. Белгија, Италија, Немачка и Естонија  |

## Пливање

### Велики базени
(од 1926. за мушкарце, од 1927. за жене)
| Медаља | Спортиста           | Такмичење       | Дисциплина      |
| ------ | ------------------- | --------------- | --------------- |
|        | Милорад Чавић       | 2008. Ајндховен | 50м делфин М    |
|        | Милорад Чавић       | 2012. Дебрецин  | 100м делфин М   |
|        | Велимир Стјепановић | 2014. Берлин    | 200м слободно М |
|        | Велимир Стјепановић | 2014. Берлин    | 400м слободно М |
| 2      | Велимир Стјепановић | 2016. Лондон    | 200м слободно М |

### Мали базени
(одржава се од 1991)
| Медаља | Спортиста           | Такмичење        | Дисциплина      |
| ------ | ------------------- | ---------------- | --------------- |
|        | Милорад Чавић       | 2003. Даблин     | 100м делфин М   |
| 2      | Милорад Чавић       | 2003. Даблин     | 50м слободно М  |
|        | Милорад Чавић       | 2006. Хелсинки   | 100м делфин М   |
| 2      | Милорад Чавић       | 2006. Хелсинки   | 50м слободно М  |
|        | Милорад Чавић       | 2007. Дебрецин   | 50м делфин М    |
|        | Милорад Чавић       | 2007. Дебрецин   | 100м делфин М   |
|        | Милорад Чавић       | 2008. Ријека     | 100м делфин М   |
| 2      | Милорад Чавић       | 2008. Ријека     | 50м делфин М    |
| 2      | Нађа Хигл           | 2009. Истанбул   | 200м прсно Ж    |
| 3      | Чаба Силађи         | 2009. Истанбул   | 50м прсно Ж     |
| 3      | Иван Ленђер         | 2009. Истанбул   | 100м делфин Ж   |
|        | Велимир Стјепановић | 2013. Хернинг    | 200м делфин М   |
| 3      | Велимир Стјепановић | 2013. Хернинг    | 400м слободно М |
| 3      | Себастиан Сабо      | 2017. Копенхаген | 50м делфин М    |
| 2      | Ања Цревар          | 2021. Казањ      | 400м мешовито Ж |

## Рвање
(од 1911. за мушкарце, од 1988. за жене)
| Медаља | Спортиста             | Такмичење                   | Дисциплина                    |
| ------ | --------------------- | --------------------------- | ----------------------------- |
| 2      | Бошко Маринко         | 1966. Есен                  | Грчко-римски стил до 52кг     |
| 3      | Бранислав Мартиновић  | 1966. Есен                  | Грчко-римски стил до 70кг     |
| 2      | Милан Ненадић         | 1968. Вестерос              | Грчко-римски стил до 78кг     |
|        | Бошко Маринко         | 1969. Модена                | Грчко-римски стил до 52кг     |
|        | Сретен Дамјановић     | 1969. Модена                | Грчко-римски стил до 68кг     |
|        | Милан Ненадић         | 1969. Модена                | Грчко-римски стил до 82кг     |
| 2      | Карло Човић           | 1969. Модена                | Грчко-римски стил до 57кг     |
| 2      | Момир Кецман          | 1969. Модена                | Грчко-римски стил до 74кг     |
|        | Милан Ненадић         | 1970. Берлин                | Грчко-римски стил до 82кг     |
| 2      | Бошко Маринко         | 1970. Берлин                | Грчко-римски стил до 52кг     |
| 2      | Сретен Дамјановић     | 1970. Берлин                | Грчко-римски стил до 68кг     |
| 2      | Момир Кецман          | 1970. Берлин                | Грчко-римски стил до 74кг     |
| 3      | Дарко Нишавић         | 1972. Катовице              | Грчко-римски стил до 90кг     |
| 3      | Иван Фргић            | 1973. Хелсинки              | Грчко-римски стил до 57кг     |
| 3      | Сретен Дамјановић     | 1973. Хелсинки              | Грчко-римски стил до 68кг     |
|        | Иван Фргић            | 1975. Лудвигсхафен на Рајни | Грчко-римски стил до 57кг     |
| 3      | Првослав Илић         | 1980. Прјевидза             | Грчко-римски стил преко 100кг |
| 2      | Првослав Илић         | 1982. Варна                 | Грчко-римски стил преко 100кг |
| 3      | Карољ Касап           | 1982. Варна                 | Грчко-римски стил до 74кг     |
| 3      | Јожеф Тертељи         | 1982. Варна                 | Грчко-римски стил до 100кг    |
|        | Јожеф Тертељи         | 1986. Пиреј                 | Грчко-римски стил до 100кг    |
| 2      | Јожеф Тертељи         | 1988. Колботн               | Грчко-римски стил до 100кг    |
|        | Сенад Ризвановић      | 1989. Оулу                  | Грчко-римски стил до 52кг     |
| 3      | Горан Касум           | 1992. Копенхаген            | Грчко-римски стил до 82кг     |
| 3      | Александар Јованчевић | 1997. Коувола               | Грчко-римски стил до 85кг     |
| 2      | Давор Штефанек        | 2004. Хапаранда             | Грчко-римски стил до 60кг     |
| 3      | Кристијан Фрис        | 2007. Софија                | Грчко-римски стил до 55кг     |
| 3      | Давор Штефанек        | 2008. Тампере               | Грчко-римски стил до 60кг     |
| 2      | Радомир Петковић      | 2010. Баку                  | Грчко-римски стил преко 120кг |
| 3      | Александар Максимовић | 2011. Дортмунд              | Грчко-римски стил до 66кг     |
| 3      | Давор Штефанек        | 2012. Београд               | Грчко-римски стил до 60кг     |
| 3      | Александар Максимовић | 2012. Београд               | Грчко-римски стил до 66кг     |
| 2      | Давор Штефанек        | 2016. Рига                  | Грчко-римски стил до 66кг     |
| 2      | Александар Максимовић | 2016. Рига                  | Грчко-римски стил до 71кг     |
| 2      | Виктор Немеш          | 2016. Рига                  | Грчко-римски стил до 75кг     |
|        | Кристијан Фрис        | 2017. Нови Сад              | Грчко-римски стил до 59кг     |
| 2      | Давор Штефанек        | 2017. Нови Сад              | Грчко-римски стил до 66кг     |
| 3      | Александар Максимовић | 2017. Нови Сад              | Грчко-римски стил до 71кг     |
| 2      | Виктор Немеш          | 2018. Каспијск              | Грчко-римски стил до 77кг     |
| 2      | Михаил Каџаја         | 2018. Каспијск              | Грчко-римски стил до 97кг     |
| 3      | Стеван Мићић          | 2018. Каспијск              | Слободни стил до 57кг         |
| 3      | Виктор Немеш          | 2019. Букурешт              | Грчко-римски стил до 77кг     |
| 3      | Стеван Мићић          | 2020. Рим                   | Слободни стил до 57кг         |
|        | Мате Немеш            | 2021. Варшава               | Грчко-римски стил до 67кг     |
|        | Зураб Датунашвили     | 2021. Варшава               | Грчко-римски стил до 87кг     |
| 3      | Али Арслан            | 2022. Будимпешта            | Грчко-римски стил до 72кг     |

## Рукомет

### Мушкарци
(одржава се од 1994)
| Медаља | Играчи | Тренер          | Такмичење     |
| ------ | --- | --------------- | ------------- |
| 3      | Никола Аџић, Игор Бутулија, Веселин Вујовић, Зоран Ђорђић, Недељко Јовановић, Александар Кнежевић, Јован Ковачевић, Блажо Лисичић, Жикица Милосављевић, Драган Момић, Дејан Перић, Ненад Перуничић, Предраг Перуничић, Растко Стефановић, Горан Стојановић, Драган Шкрбић                 | Зоран Живковић  | 1996. Шпанија |
| 2      | Бојан Бељански, Марко Вујин, Ненад Вучковић, Момир Илић, Милош Костадиновић, Никола Манојловић, Драган Марјанац, Добривоје Марковић, Петар Ненадић, Иван Никчевић, Рајко Продановић, Момир Рнић, Дарко Станић, Иван Станковић, Растко Стојковић, Алем Тоскић, Далибор Чутура, Жарко Шешум | Веселин Вуковић | 2012. Србија  |

### Жене
(одржава се од 1994)
| Медаља | Играчи | Тренер      | Такмичење    |
| ------ | --- | ----------- | ------------ |
|        | Соња Барјактаровић, Анђела Булатовић, Катарина Булатовић, Марина Вукчевић, Сара Вукчевић, Јелена Деспотовић, Ана Ђокић, Марија Јовановић, Милена Кнежевић, Андреа Кликовац, Сузана Лазовић, Мајда Мехмедовић, Радмила Миљанић, Сандра Никчевић, Биљана Павићевић, Јованка Радичевић, Јасна Тошковић | Драган Аџић | 2012. Србија |

## Спортско пењање
(одржава се од 1992)
| Медаља | Спортиста  | Такмичење                        | Дисциплина    |
| ------ | ---------- | -------------------------------- | ------------- |
|        | Сташа Гејо | 2017. Минхен                     | Болдер Ж      |
| 3      | Сташа Гејо | 2017. Кампитело ди Фаса и Минхен | Комбиновано Ж |
| 2      | Сташа Гејо | 2020. Москва                     | Комбиновано Ж |
| 3      | Сташа Гејо | 2020. Москва                     | Болдер Ж      |

## Стони тенис
(одржава се од 1958)
| Медаља | Спортиста                                                      | Такмичење          | Дисциплина      |
| ------ | -------------------------------------------------------------- | ------------------ | --------------- |
| 3      | Вилим Харангозо                                                | 1958. Будимпешта   | Екипно М        |
| 3      | Вилим Харангозо                                                | 1958. Будимпешта   | Појединачно М   |
|        | Иштван Корпа Војислав Марковић                                 | 1962. Берлин       | Екипно М        |
|        | Војислав Марковић                                              | 1962. Берлин       | Парови М        |
| 2      | Иштван Корпа                                                   | 1962. Берлин       | Парови М        |
| 3      | Војислав Марковић                                              | 1962. Берлин       | Мешовити парови |
| 2      | Иштван Корпа Војислав Марковић                                 | 1964. Малме        | Екипно М        |
| 3      | Иштван Корпа Војислав Марковић                                 | 1966. Лондон       | Екипно М        |
| 3      | Иштван Корпа                                                   | 1966. Лондон       | Парови М        |
| 3      | Иштван Корпа                                                   | 1968. Лион         | Екипно М        |
| 2      | Миливој Каракашевић Иштван Корпа                               | 1970. Москва       | Екипно М        |
| 2      | Иштван Корпа                                                   | 1970. Москва       | Појединачно М   |
| 2      | Миливој Каракашевић Иштван Корпа                               | 1972. Ротердам     | Екипно М        |
| 3      | Иштван Корпа                                                   | 1972. Ротердам     | Појединачно М   |
| 3      | Миливој Каракашевић                                            | 1974. Нови Сад     | Екипно М        |
|        | Миливој Каракашевић Зоран Косановић                            | 1976. Праг         | Екипно М        |
|        | Ержебет Палатинуш                                              | 1976. Праг         | Мешовити парови |
| 3      | Ержебет Палатинуш                                              | 1976. Праг         | Екипно Ж        |
| 3      | Миливој Каракашевић Зоран Косановић                            | 1978. Дуизбург     | Парови М        |
| 2      | Гордана Перкучин                                               | 1980. Берн         | Појединачно Ж   |
| 3      | Ержебет Палатинуш                                              | 1980. Берн         | Мешовити парови |
|        | Зоран Калинић                                                  | 1982. Будимпешта   | Парови М        |
| 3      | Зоран Калинић Миливој Каракашевић Бела Месарош                 | 1982. Будимпешта   | Екипно М        |
|        | Зоран Калинић                                                  | 1984. Москва       | Парови М        |
| 2      | Гордана Перкучин                                               | 1984. Москва       | Екипно Ж        |
| 2      | Гордана Перкучин                                               | 1984. Москва       | Парови Ж        |
| 2      | Илија Лупулеску Гордана Перкучин                               | 1986. Праг         | Мешовити парови |
| 3      | Зоран Калинић                                                  | 1986. Праг         | Парови М        |
| 3      | Илија Лупулеску                                                | 1986. Праг         | Парови М        |
|        | Илија Лупулеску Јасна Фазлић                                   | 1988. Париз        | Мешовити парови |
| 2      | Илија Лупулеску                                                | 1988. Париз        | Парови М        |
| 3      | Гордана Перкучин Јасна Фазлић Фатима Исановић Нада Кујунџић... | 1988. Париз        | Екипно Ж        |
|        | Илија Лупулеску                                                | 1990. Гетеборг     | Парови М        |
| 3      | Илија Лупулеску Зоран Калинић Слободан Грујић                  | 1990. Гетеборг     | Екипно М        |
| 3      | Гордана Перкучин Јасна Фазлић Марта Пољак...                   | 1990. Гетеборг     | Екипно Ж        |
|        | Гордана Перкучин Јасна Фазлић                                  | 1992. Штутгарт     | Парови Ж        |
| 3      | Гордана Перкучин Јасна Фазлић Марта Пољак Тања Манчић          | 1992. Штутгарт     | Екипно Ж        |
| 3      | Илија Лупулеску Слободан Грујић                                | 1992. Штутгарт     | Парови М        |
|        | Зоран Калинић                                                  | 1994. Бирмингем    | Парови М        |
| 3      | Зоран Калинић                                                  | 1996. Братислава   | Парови М        |
|        | Илија Лупулеску                                                | 1998. Ајндховен    | Мешовити парови |
| 2      | Илија Лупулеску                                                | 1998. Ајндховен    | Парови М        |
|        | Александар Каракашевић                                         | 2000. Бремен       | Мешовити парови |
| 2      | Илија Лупулеску                                                | 2000. Бремен       | Парови М        |
| 2      | Илија Лупулеску                                                | 2000. Бремен       | Мешовити парови |
| 2      | Александар Каракашевић                                         | 2002. Загреб       | Мешовити парови |
| 3      | Слободан Грујић Александар Каракашевић                         | 2003. Курмајор     | Парови М        |
| 3      | Силвија Ердељи                                                 | 2003. Курмајор     | Појединачно Ж   |
| 3      | Анамарија Ердељи Силвија Ердељи                                | 2003. Курмајор     | Парови Ж        |
|        | Александар Каракашевић                                         | 2005. Орхус        | Мешовити парови |
|        | Александар Каракашевић                                         | 2007. Београд      | Мешовити парови |
|        | Александар Каракашевић                                         | 2009. Суботица     | Мешовити парови |
| 3      | Александар Каракашевић                                         | 2009. Штутгарт     | Парови М        |
| 2      | Марко Јевтовић                                                 | 2010. Суботица     | Мешовити парови |
| 3      | Александар Каракашевић                                         | 2010. Суботица     | Мешовити парови |
| 2      | Александар Каракашевић                                         | 2011. Истанбул     | Мешовити парови |
| 3      | Александар Каракашевић                                         | 2011. Гдањск-Сопот | Појединачно М   |
| 3      | Александар Каракашевић                                         | 2011. Гдањск-Сопот | Парови М        |
| 3      | Александар Каракашевић                                         | 2016. Будимпешта   | Мешовити парови |
| 3      | Александар Каракашевић                                         | 2018. Аликанте     | Мешовити парови |

### Европски Топ 12/16
(одржава се од 1971)
| Медаља | Спортиста         | Такмичење           | Дисциплина           |
| ------ | ----------------- | ------------------- | -------------------- |
| 3      | Ержебет Палатинуш | 1976. Либек         | Топ 12 Појединачно Ж |
| 3      | Ержебет Палатинуш | 1979. Кристијанстад | Топ 12 Појединачно Ж |

## Стрељаштво
(одржава се од 1955)
| Медаља | Спортиста                                                          | Такмичење        | Дисциплина                            |
| ------ | ------------------------------------------------------------------ | ---------------- | ------------------------------------- |
| 2      | Мирослав Стојановић                                                | 1963. Осло       | 50м стандардна пушка 3х30 хитаца М    |
| 3      | Бранислав Лончар                                                   | 1963. Осло       | 50м МК пушка 40 хитаца клечећи став М |
|        | Бранислав Лончар                                                   | 1965. Букурешт   | 50м МК пушка лежећи став М            |
|        | Десанка Пешут                                                      | 1969. Версај     | 50м МК пушка лежећи став Ж            |
|        | Мирјана Јововић                                                    | 1971. Сул        | 50м МК пушка тростав Ж                |
|        | Мирјана Јововић                                                    | 1973. Вингстед   | 50м МК пушка лежећи став Ж            |
| 2      | Срећко Пејовић                                                     | 1978. Копенхаген | 10м ваздушна пушка М                  |
| 3      | Валерија Сабадка                                                   | 1979. Франкфурт  | 50м МК пушка тростав Ж                |
| 3      | Благоје Маринковић                                                 | 1981. Титоград   | 50м МК пушка 40 хитаца стојећи став М |
|        | Мирјана Јововић                                                    | 1983. Букурешт   | 50м МК пушка лежећи став Ж            |
|        | Јасна Шекарић                                                      | 1986. Еспо       | 10м ваздушни пиштољ Ж                 |
|        | Горан Максимовић                                                   | 1989. Загреб     | 50м МК пушка 40 хитаца клечећи став М |
| 2      | Јасна Шекарић                                                      | 1989. Копенхаген | 10м ваздушни пиштољ Ж                 |
| 3      | Горан Максимовић                                                   | 1989. Загреб     | 50м МК пушка лежећи став М            |
| 3      | Естер Пољак                                                        | 1989. Копенхаген | 10м ваздушни пиштољ Ж                 |
| 3      | Јасна Шекарић                                                      | 1989. Загреб     | 25м МК пиштољ Ж                       |
| 2      | Јасна Шекарић                                                      | 1990. Арнхем     | 10м ваздушни пиштољ Ж                 |
|        | Горан Максимовић                                                   | 1991. Болоња     | 50м МК пушка тростав М                |
|        | Јасна Шекарић                                                      | 1991. Манчестер  | 10м ваздушни пиштољ Ж                 |
| 2      | Горан Максимовић                                                   | 1991. Болоња     | 50м МК пушка 40 хитаца стојећи став М |
| 2      | Горан Максимовић                                                   | 1991. Болоња     | 50м МК пушка лежећи став М            |
| 2      | Немања Миросављев                                                  | 1991. Болоња     | 50м МК пушка тростав М                |
|        | Горан Максимовић                                                   | 1992. Будимпешта | 10м ваздушна пушка М                  |
|        | Јасна Шекарић                                                      | 1992. Будимпешта | 10м ваздушни пиштољ Ж                 |
| 2      | Лидија Михајловић                                                  | 1994. Стразбург  | 10м ваздушна пушка Ж                  |
| 3      | Јасна Шекарић                                                      | 1994. Стразбург  | 10м ваздушни пиштољ Ж                 |
| 2      | Стеван Плетикосић                                                  | 1995. Цирих      | 50м МК пушка лежећи став М            |
|        | Јасна Шекарић                                                      | 1996. Будимпешта | 10м ваздушни пиштољ Ж                 |
| 3      | Александра Ивошев                                                  | 1996. Будимпешта | 10м ваздушни пушка Ж                  |
| 3      | Јасна Шекарић                                                      | 1999. Арнхем     | 10м ваздушни пиштољ Ж                 |
| 3      | Јасна Шекарић                                                      | 2001. Загреб     | 25м МК пиштољ Ж                       |
|        | Јасна Шекарић                                                      | 2005. Београд    | 25м МК пиштољ Ж                       |
| 3      | Немања Миросављев                                                  | 2007. Гранада    | 50м МК пушка тростав М                |
|        | Андрија Златић                                                     | 2009. Праг       | 10м ваздушни пиштољ М                 |
|        | Бобана Величковић                                                  | 2010. Мерокер    | 10м ваздушни пиштољ Ж                 |
|        | Андреа Арсовић                                                     | 2010. Мерокер    | 10м ваздушна пушка Ж                  |
|        | Андрија Златић                                                     | 2011. Београд    | 50м МК пиштољ М                       |
| 2      | Андрија Златић                                                     | 2011. Бреша      | 10м ваздушни пиштољ М                 |
|        | Бобана Величковић                                                  | 2012. Вјермаки   | 10м ваздушни пиштољ Ж                 |
| 3      | Андреа Арсовић                                                     | 2012. Вјермаки   | 10м ваздушна пушка Ж                  |
| 3      | Ивана Максимовић                                                   | 2013. Осијек     | 50м МК пушка тростав Ж                |
| 2      | Андреа Арсовић                                                     | 2014. Москва     | 10м ваздушна пушка Ж                  |
| 3      | Ивана Максимовић                                                   | 2014. Москва     | 10м ваздушна пушка Ж                  |
|        | Ивана Максимовић                                                   | 2015. Марибор    | 50м МК пушка тростав Ж                |
| 2      | Дамир Микец                                                        | 2015. Арнхем     | 10м ваздушни пиштољ М                 |
|        | Андреа Арсовић                                                     | 2016. Ђер        | 10м ваздушна пушка Ж                  |
|        | Андреа Арсовић Милутин Стефановић                                  | 2016. Ђер        | 10м ваздушна пушка мешовити тим       |
|        | Зорана Аруновић Дамир Микец                                        | 2016. Ђер        | 10м ваздушни пиштољ мешовити тим      |
| 3      | Зорана Аруновић                                                    | 2016. Ђер        | 10м ваздушни пиштољ Ж                 |
|        | Зорана Аруновић                                                    | 2017. Марибор    | 10м ваздушни пиштољ Ж                 |
|        | Андреа Арсовић Милутин Стефановић                                  | 2017. Марибор    | 10м ваздушна пушка мешовити тим       |
|        | Зорана Аруновић Дамир Микец                                        | 2017. Марибор    | 10м ваздушни пиштољ мешовити тим      |
| 2      | Дамир Микец                                                        | 2017. Марибор    | 10м ваздушни пиштољ М                 |
| 2      | Дамир Микец                                                        | 2017. Баку       | 50м МК пиштољ М                       |
| 2      | Зорана Аруновић                                                    | 2018. Ђер        | 10м ваздушни пиштољ Ж                 |
| 2      | Андреа Арсовић Милутин Стефановић                                  | 2018. Ђер        | 10м ваздушна пушка мешовити тим       |
| 2      | Зорана Аруновић Дамир Микец                                        | 2018. Ђер        | 10м ваздушни пиштољ мешовити тим      |
| 3      | Бобана Величковић Момчиловић                                       | 2018. Ђер        | 10м ваздушни пиштољ Ж                 |
| 2      | Лазар Ковачевић, Милутин Стефановић, Миленко Себић                 | 2019. Осијек     | 10м ваздушна пушка екипно М           |
| 2      | Дамир Микец                                                        | 2019. Осијек     | 10м ваздушни пиштољ М                 |
| 3      | Зорана Аруновић Дамир Микец                                        | 2019. Осијек     | 10м ваздушни пиштољ мешовити тим      |
|        | Бобана Величковић Момчиловић                                       | 2020. Вроцлав    | 10м ваздушни пиштољ Ж                 |
|        | Зорана Аруновић, Јасмина Миловановић, Бобана Величковић Момчиловић | 2020. Вроцлав    | 10м ваздушни пиштољ екипно Ж          |
| 2      | Зорана Аруновић Дамир Микец                                        | 2020. Вроцлав    | 10м ваздушни пиштољ мешовити тим      |
| 3      | Димитрије Гргић, Дамир Микец, Душко Петров                         | 2020. Вроцлав    | 10м ваздушни пиштољ екипно М          |
| 3      | Андреа Арсовић                                                     | 2020. Вроцлав    | 10м ваздушна пушка Ж                  |
| 2      | Лазар Ковачевић, Миленко Себић, Милутин Стефановић                 | 2021. Осијек     | 10м ваздушна пушка екипно М           |
| 2      | Дамир Микец                                                        | 2021. Осијек     | 50м МК пиштољ М                       |
| 2      | Зорана Аруновић Дамир Микец                                        | 2021. Осијек     | 10м ваздушни пиштољ мешовити тим      |
| 3      | Зорана Аруновић, Бранкица Зарић, Јасмина Миловановић               | 2021. Осијек     | 10м ваздушни пиштољ екипно Ж          |
|        | Теодора Вукојевић                                                  | 2022. Хамар      | 10м ваздушна пушка Ж                  |
|        | Зорана Аруновић, Бранкица Зарић, Јасмина Миловановић               | 2022. Хамар      | 10м ваздушни пиштољ екипно Ж          |
| 2      | Зорана Аруновић                                                    | 2022. Хамар      | 10м ваздушни пиштољ Ж                 |
| 2      | Андреа Арсовић Лазар Ковачевић                                     | 2022. Хамар      | 10м ваздушна пушка мешовити тим       |
| 3      | Зорана Аруновић Дамир Микец                                        | 2022. Хамар      | 10м ваздушни пиштољ мешовити тим      |

## Теквондо
(од 1976. за мушкарце, од 1980. за жене)
| Медаља | Спортиста          | Такмичење             | Дисциплина   |
| ------ | ------------------ | --------------------- | ------------ |
| 3      | Небојша Тошковић   | 1984. Штутгарт        | до 68кг М    |
| 2      | Тања Грубор        | 1996. Хелсинки        | до 55кг Ж    |
| 3      | Дубравка Бошков    | 1996. Хелсинки        | преко 70кг Ж |
|        | Зоран Крајчиновић  | 1998. Ајндховен       | до 72кг М    |
| 3      | Мирослав Кркљеш    | 2000. Патра           | до 54кг М    |
| 3      | Радомир Самарџић   | 2008. Рим             | до 84кг М    |
| 2      | Никола Јовановић   | 2010. Санкт Петербург | до 63кг М    |
| 2      | Милица Мандић      | 2012. Манчестер       | до 73кг Ж    |
| 3      | Вања Бабић         | 2012. Манчестер       | преко 87кг М |
| 2      | Милица Мандић      | 2014. Баку            | до 73кг Ж    |
| 3      | Ана Бајић          | 2014. Баку            | преко 73кг Ж |
|        | Тијана Богдановић  | 2016. Монтре          | до 49кг Ж    |
| 2      | Милица Мандић      | 2016. Монтре          | до 73кг Ж    |
| 3      | Драшко Јованов     | 2016. Монтре          | до 87кг М    |
| 3      | Тијана Богдановић  | 2018. Казањ           | до 53кг Ж    |
| 2      | Махди Ходабахши    | 2021. Софија          | до 87кг М    |
| 2      | Милица Мандић      | 2021. Софија          | до 73кг Ж    |
|        | Стефан Таков       | 2022. Манчестер       | до 74кг М    |
| 3      | Александра Перишић | 2022. Манчестер       | до 67кг Ж    |

## Тенис
(одржавало се од 196x. до ?)
| Медаља | Спортиста            | Такмичење   | Дисциплина      |
| ------ | -------------------- | ----------- | --------------- |
|        | Слободан Живојиновић | 1981. Атина | Појединачно М   |
|        | Слободан Живојиновић | 1981. Атина | Мешовити парови |

## Фудбал

### Мушкарци
(одржава се од 1960)
| Медаља | Играчи | Тренер                                                | Такмичење       |
| ------ | --- | ----------------------------------------------------- | --------------- |
| 2      | Благоје Видинић, Милан Галић, Владимир Дурковић, Фахрудин Јусуфи, Бора Костић, Јован Миладиновић, Жарко Николић, Драгослав Шекуларац, Милутин Шошкић | Александар Тирнанић, Љубомир Ловрић, Драгомир Николић | 1960. Француска |
| 2      | Рајко Алексић, Бошко Антић, Јован Аћимовић, Ивица Брзић, Радомир Вукчевић, Милан Дамјановић, Ратомир Дујковић, Боривоје Ђорђевић, Љубомир Михајловић, Мирослав Павловић, Илија Пантелић, Благоје Пауновић, Илија Петковић, Добривоје Тривић, Драган Џајић | Рајко Митић                                           | 1968. Италија   |

## Џудо
(од 1951. за мушкарце, од 1974. за жене)
| Медаља | Спортиста                                                                                              | Такмичење       | Дисциплина                      |
| ------ | --- | --------------- | ------------------------------- |
| 2      | Младен Мастела                                                                                         | 1959. Беч       | до 68кг М                       |
| 3      | Дмитар Шијан                                                                                           | 1959. Беч       | до 80кг М                       |
| 3      | Стојан Стојаковић                                                                                      | 1960. Амстердам | Апсолутна категорија М          |
| 3      | Боривоје Цвејић                                                                                        | 1961. Милано    | Преко 80кг М                    |
| 3      | Боривоје Цвејић                                                                                        | 1962. Есен      | 2. дан М (аматерско првенство)  |
| 3      | Стојан Стојаковић                                                                                      | 1963. Женева    | до 80кг М (аматерско првенство) |
| 2      | Милева Васић                                                                                           | 1975. Минхен    | до 52кг Ж                       |
| 3      | Момир Лучић Милан Мијалковић Славко Обадов                                                             | 1975. Лион      | Тим М                           |
| 2      | Марија Ангеловић                                                                                       | 1976. Беч       | до 61кг Ж                       |
| 3      | Момир Лучић                                                                                            | 1976. Кијев     | преко 93кг М                    |
| 3      | Радомир Ковачевић                                                                                      | 1976. Кијев     | Апсолутна категорија М          |
| 3      | Драган Косић                                                                                           | 1978. Хелсинки  | до 65кг М                       |
| 2      | Славко Обадов                                                                                          | 1979. Брисел    | до 86кг М                       |
| 3      | Милева Смиљанић                                                                                        | 1980. Удине     | до 52кг Ж                       |
| 3      | Марија Ангеловић                                                                                       | 1980. Удине     | до 61кг Ж                       |
| 3      | Верона Нађ                                                                                             | 1981. Мадрид    | до 48кг Ж                       |
| 3      | Марица Арсеновић                                                                                       | 1984. Пирмазенс | преко 73кг Ж                    |
| 3      | Драган Кусмук                                                                                          | 1985. Хамар     | преко 95кг М                    |
| 3      | Јожеф Детари Јован Живковић Срђан Матејић Јован Пејчић Славко Станишић Драган Цигановић                | 1986. Нови Сад  | Тим М                           |
| 2      | Драгомир Бечановић                                                                                     | 1987. Париз     | до 65кг М                       |
| 3      | Дано Пантић                                                                                            | 1997. Остенде   | до 95кг М                       |
| 3      | Мара Ковачевић                                                                                         | 2001. Париз     | преко 78кг Ж                    |
| 3      | Вања Мандић Милана Миљковић Радмила Перишић Тијана Радић Јована Рогић Мирела Салијевић Невенка Ђуповић | 2006. Београд   | Тим Ж                           |
| 2      | Милош Мијалковић                                                                                       | 2007. Београд   | до 66кг М                       |
|        | Александар Кукољ                                                                                       | 2017. Варшава   | до 90кг М                       |
| 2      | Немања Мајдов                                                                                          | 2018. Тел Авив  | до 90кг М                       |
| 3      | Милица Николић                                                                                         | 2018. Тел Авив  | до 48кг Ж                       |
| 2      | Немања Мајдов                                                                                          | 2020. Праг      | до 90кг М                       |
| 2      | Андреа Стојадинов                                                                                      | 2020. Праг      | до 48кг Ж                       |
| 2      | Дарко Брашњовић                                                                                        | 2022. Софија    | до 90кг М                       |